# Ziridava xylinaria
Ziridava xylinaria là một loài bướm đêm trong họ Geometridae.